# 巴特·貝克
巴塞洛繆·貝克（英語：Bartholemew Baker，1986年5月5日—）是美国网络红人、喜劇演員、影片製作人、歌手及戲仿藝人。他以製作著名歌曲的戲仿影片而聞名，並將其發佈到自己的YouTube頻道上。《告示牌》雜誌將他描述為最會製作戲仿音樂的人之一。
除了活躍在YouTube上，貝克以其在Vine和Live.ly上的短影片而聞名，他曾經是最高收入的主播。他的影片被描述為「高品質的戲仿曲，與原作非常相似」。 在2018年，貝克與世界明星嘻哈世界明星嘻哈簽約，並以Lil Kloroxxx的藝名發行了名為《Popper》的歌曲，並開始了饒舌歌手的生活。

## 早年生活
擁有英國血統的貝克於1986年5月5日出生於美國伊利諾伊州芝加哥。他曾就讀New Trier高中和邁阿密大學的電影學校。在意識到在網路分享影片的潛力之後，他開始在他的後院以綠幕拍攝喜劇影片。貝克剛開始時，將《孤獨島》形容為他的「大靈感」。

## YouTube事業
貝克在YouTube上發布的第一支影片「在我自慰時盯我的眼睛」，他受到鼓勵，該影片講述了他在未來所有的女性都被機器人取代的世界中自慰。該影片很快獲得了約10萬次觀看，這促使貝克決定製作更多影片。他的第二個影片是一個戲仿影片。他曾說過：「我想如果我做得對，我的影片可以做得非常好……人們會想訂閱一個他們知道有一定編程結構的頻道。我的是戲仿影片，人們喜歡它」。貝克剛開始和朋友奧斯汀·史密斯（Austin Smith）一起合作，直到2011年初，兩人決定分開。在與史密斯共事期間，他們由RKShorts.com贊助。在RKShorts期間，貝克開始在影片中使用老人時在YouTube上大受歡迎。當年夏天還發佈了《寶貝》和《喜歡你說謊的樣子》的戲仿作品，這對他的頻道尤其是青少年觀眾來說是重要的熱門影片之一。當貝克於2011年離開RKShorts時，他停止使用這些老人。
離開RKShorts後不久，貝克與洛杉磯的Maker Studios簽約，並開始與他們錄音。
2013年，Songs音樂出版公司執行長Matt Pincus撤銷了貝克對蘿兒的《貴族》的戲仿，理由是涉嫌侵犯版權。貝克很快發布了一段影片，指責Songs音樂不了解美國關於合理使用的法律，並鼓勵粉絲發布相關推文。幾天後，Songs音樂公司放棄了下架，並將模仿物還原回貝克的頻道中。
據報導，2014年11月26日，貝克在YouTube上的觀看總數達到10億。
2015年，貝克與好萊塢藝人經紀公司創意藝人機構簽約。那是貝克四個月來第二次與好萊塢一間主要人才經紀公司簽約，第一次是奮進公司。
截至2018年3月12日，貝克的YouTube頻道擁有超過1000萬的訂閱者，總觀看次數達到30億。自2009年開通該頻道以來，他製作了100多部戲仿影片，這些影片中有諸如瓊·里弗斯和皮普等明星來賓。在談到YouTube時，他說：「老實說，YouTube是證明它行之有效的僅有的平台之一。」

## YouTube後的職業
2016年，貝克宣布他正在競選美國總統，他在時報廣場設立了一個大型廣告牌，並穿著印有美國國旗的四角褲。他認為，他的總統候選人資格將闡明名人的特性及其對選舉的影響。
在2019年9月6日，《Vice新聞》報導說，在YouTube對數名YouTuber進行了貨幣化以使家庭友好的廣告商滿意之後，貝克將他的職業轉向了中國市場。他的作品包括在社交媒體應用程序快手上翻譯和演唱中文歌曲，他的中文歌曲英文封面在抖音上得到了關注。他移居上海，進一步發展了他在中國作為網路內容創作者的職業。

## 外部連結
- 巴特·貝克在互联网电影资料库（IMDb）上的資料（英文）